# Arrondissement administratif de Termonde
L'arrondissement administratif de Termonde (en néerlandais : arrondissement Dendermonde) est un des six arrondissements administratifs de la province belge de Flandre-Orientale, situés en Région flamande. Il a une superficie de 346,57 km2 et compte  208 435 habitants.
L’arrondissement fait partie de l’arrondissement judiciaire de Flandre-Orientale.

## Histoire
L’arrondissement fut créé en 1800 pour être le troisième des trois arrondissements du département français de l’Escaut qui exista jusqu'en 1814.

## Communes et leurs sections

### Communes
- Berlare
- Buggenhout
- Hamme
- Laerne
- Lebbeke
- Termonde (Dendermonde)
- Waesmunster
- Wetteren
- Wichelen
- Zele

### Sections
- Appels
- Audeghem
- Baesrode
- Berlare
- Buggenhout
- Denderbelle
- Grembergen
- Hamme
- Kalken
- Laerne
- Lebbeke
- Massemen
- Mespelare
- Moerzeke
- Opdorp
- Overmere
- Saint-Gilles-lez-Termonde (Sint-Gillis-bij-Dendermonde)
- Schellebelle
- Schoonaarde
- Serskamp
- Termonde (Dendermonde)
- Uitbergen
- Waesmunster
- Westrem
- Wetteren
- Wichelen
- Wieze
- Zele

## Démographie
Évolution du chiffre de la population
- Source: DGS , de 1806 à 1970=recensements population; à partir de 1980 = nombre d'habitants chaque 1 janvier[1]